# Vuelve a la vida
Vuelve a la vida é um filme de comédia dramática de 2023 escrito e dirigido por Luis Carlos Hueck e Alfredo Hueck. Conta a história de Ricardo, um jovem que desenvolve uma doença fatal e luta contra ela com a ajuda de sua família. O elenco principal inclui José Ramón Barreto, José Roberto Díaz, Crisol Carabal, Eulalia Siso e Shakti Maal. Estreou em 14 de dezembro de 2023.
Foi selecionado como a entrada venezuelana para o Melhor Longa-Metragem Internacional no 97º Oscar, mas não foi indicado.

## Enredo
Em 1996, Ricardo retorna a Caracas após um intercâmbio de um ano em Nova Iorque. Enquanto visitava seus amigos durante as férias na costa da Venezuela, Ricardo sofre uma dor que mudará sua vida e seu relacionamento com sua família para sempre.

## Elenco
- Jose Roberto Díaz como Puchi
- José Ramón Barreto como Ricardo
- Crisol Carabal como Patty
- Eulalia Siso como médica
- Shakti Maal como namorada
- Fernando Azpurua como Arturo

## Produção
Como afirma Luis Carlos Hueck, depois do sucesso de Papita, maní, tostón, ele e seu irmão Alfredo quiseram contar uma história pessoal. O filme foi filmado em Caracas entre março e novembro de 2016. Cenas adicionais estão sendo filmadas em Los Roques. A paralisação da pandemia de COVID-19 atrasou a pós-produção por pelo menos meio ano. O filme conta um capítulo pessoal da vida de Luis Carlos Hueck. A rede de streaming Simple TV apoia a produção, mas seu acordo não tem termos claros sobre como fornecerá o suporte. Vuelva a la vida ganhou um reconhecimento especial na associação Venezuelan Film Hub. Em meados de 2019, os irmãos Hueck viajaram para Cancún para um encontro internacional com produtores para criar uma ideia para uma série de TV baseada no filme.